# Sidam 25
Le SIDAM 25 est un véhicule d'artillerie sol-air, un canon antiaérien autopropulsé de conception italienne, construit par la société OTO Melara employé par les Forces armées de l'Italie depuis 1987.

## Histoire
L'étude du SIDAM 25 a été lancée en 1983 par le constructeur italien OTO Melara du groupe Finmeccanica. Le concept est inspiré du véhicule de transport de troupes M113 américain auquel on peut lui trouver une certaine ressemblance, hors tourelle. 
L'armée italienne voulait un engin de défense antiaérienne puissant et rapide. Le constructeur italien équipa l'engin de base avec une tourelle disposant de quatre canons suisses Oerlikon KBA de 25 mm. La tourelle balaye les 360° avec un angle de tir compris entre -5° et +87°.
Le SIDAM 25 dispose d'un télémètre laser d'une portée de 10 km en lieu et place du radar qui pouvait équiper les anciennes générations de matériel. Il dispose également de caméras IL pour vision nocturne avec calculateur digital. Son équipement de sécurité lui permet de détecter tout objet volant visible et de ne pas pouvoir être détecté par un radar embarqué dans un avion militaire ennemi. 
Sa dotation standard d'armes lui assure un tir continu par ses 4 canons à 2.400 coups par minute. Le Sidam tire généralement de 15 à 25 rafales vers des cibles aériennes volant de 50 à 300 m/s. Il dispose de 600 HE-FRAG et de 40 projectiles ADPS (Armour Piercing Discarding Sabot) perforants contre des blindés ennemis terrestres. Le véhicule est entièrement amphibie.
Il est équipé d'un moteur diesel 6 cylindres Detroit 6V-53T, développant 266 Ch DIN autorisant une vitesse maxi de 69 km/h. L'engin peut s'affranchir d'un obstacle vertical de  61 centimètres, de fossés jusqu'à 168 cm et des pentes de 60%. 
Malgré ses caractéristiques un peu limitées au combat au niveau de l'autonomie de tir, l'armée italienne a acquis 275 exemplaires du SIDAM 25 pour une dépense globale de 800 milliards de lires (1992). Bien que vulnérable donc, c'est un des blindés légers le plus aéroportable par avion-cargo (C-130) et parachutable.